# Wilson Witzel
Wilson José Witzel (Jundiaí, 19 de fevereiro de 1968) é um advogado, ex-magistrado e político brasileiro, filiado ao Partido da Social Democracia Brasileira (PSDB). Foi governador do Rio de Janeiro de 1.º de janeiro de 2019 até seu impeachment em 30 de abril de 2021.
Foi juiz federal entre 2001 e 2018, quando pediu exoneração da magistratura para candidatar-se ao governo do Estado do Rio de Janeiro pelo Partido Social Cristão (PSC), sendo eleito no segundo turno com 59,87% dos votos válidos, contra 40,13% de Eduardo Paes (DEM).
Em agosto de 2020, foi afastado temporariamente do cargo de governador por decisão do Superior Tribunal de Justiça (STJ), em investigação sobre a participação em esquema de corrupção. Em abril de 2021, foi afastado definitivamente ao ser condenado em processo de impeachment. Witzel se tornou o primeiro governador a ser afastado definitivamente do cargo por processo de impeachment na história do Brasil, desde que o país se tornou uma República.

## Biografia
Filho de José Witzel e Olívia Vital, nasceu em Jundiaí, cidade localizada no interior de São Paulo, tendo ascendência alemã e italiana.
Após concluir os ensinos fundamental e médio, formou-se em um curso técnico de topografia. Aos 18 anos, entrou na Escola de Formação de Oficiais da Marinha e, aos 20 anos, era fuzileiro naval. Permaneceu na Marinha até 1992, tendo chegado ao posto de segundo-tenente.
Em 1991, concluiu a graduação em tecnologia de processamento de dados pelas Faculdades Integradas Anglo-Americano. Iniciou o curso de direito no Instituto Metodista Bennett em 1993, formando-se em 1996. Concluiu o mestrado em processo civil pela Universidade Federal Espírito Santo (UFES) em 2010 e o doutorado em ciência política pela Universidade Federal Fluminense (UFF) em 2019.
Foi defensor público no Rio de Janeiro de 1998 até 2001, quando ingressou na magistratura como juiz federal, tendo atuado nesse cargo em diferentes varas cíveis e criminais, no Rio de Janeiro e em Vitória.
Em 2018, deixou a magistratura para disputar o governo do Rio de Janeiro, elegendo-se pelo Partido Social Cristão (PSC).
Em 2020, Witzel anunciou que havia contraído COVID-19. Posteriormente, a primeira-dama do Rio de Janeiro, Helena Witzel, também foi diagnosticada com a doença.
Foi afastado temporariamente do cargo em 28 de agosto de 2020, por decisão do Superior Tribunal de Justiça (STJ), durante investigação de desvios de recursos da área da saúde. Em 11 de fevereiro de 2021, o STJ recebeu denúncia contra Witzel e prorrogou o afastamento pelo prazo de um ano. Em 30 de abril, foi concluído o processo de impeachment que condenou Witzel à perda do mandato.

## Carreira política

### Candidatura ao governo do Rio de Janeiro em 2018
Wilson atuou por dezessete anos em varas cíveis e criminais. Foi juiz titular da 6ª Vara Federal Cível até 2 de março de 2018, quando pediu exoneração para se filiar ao Partido Social Cristão (PSC) com a pretensão de disputar as eleições de 2018 como candidato a governador do Rio de Janeiro. A candidatura de Wilson Witzel ao Governo do Estado do Rio de Janeiro foi oficializada no dia 21 de julho de 2018, tendo como vice o então vereador carioca Cláudio Castro, também do PSC.
Na primeira pesquisa IBOPE, Wilson Witzel obteve apenas 1% das intenções de votos, cresceu para 17% dos votos válidos na última pesquisa antes do primeiro turno, atrás de Eduardo Paes (DEM) que tinha 27% e empatado com Romário (PODE).

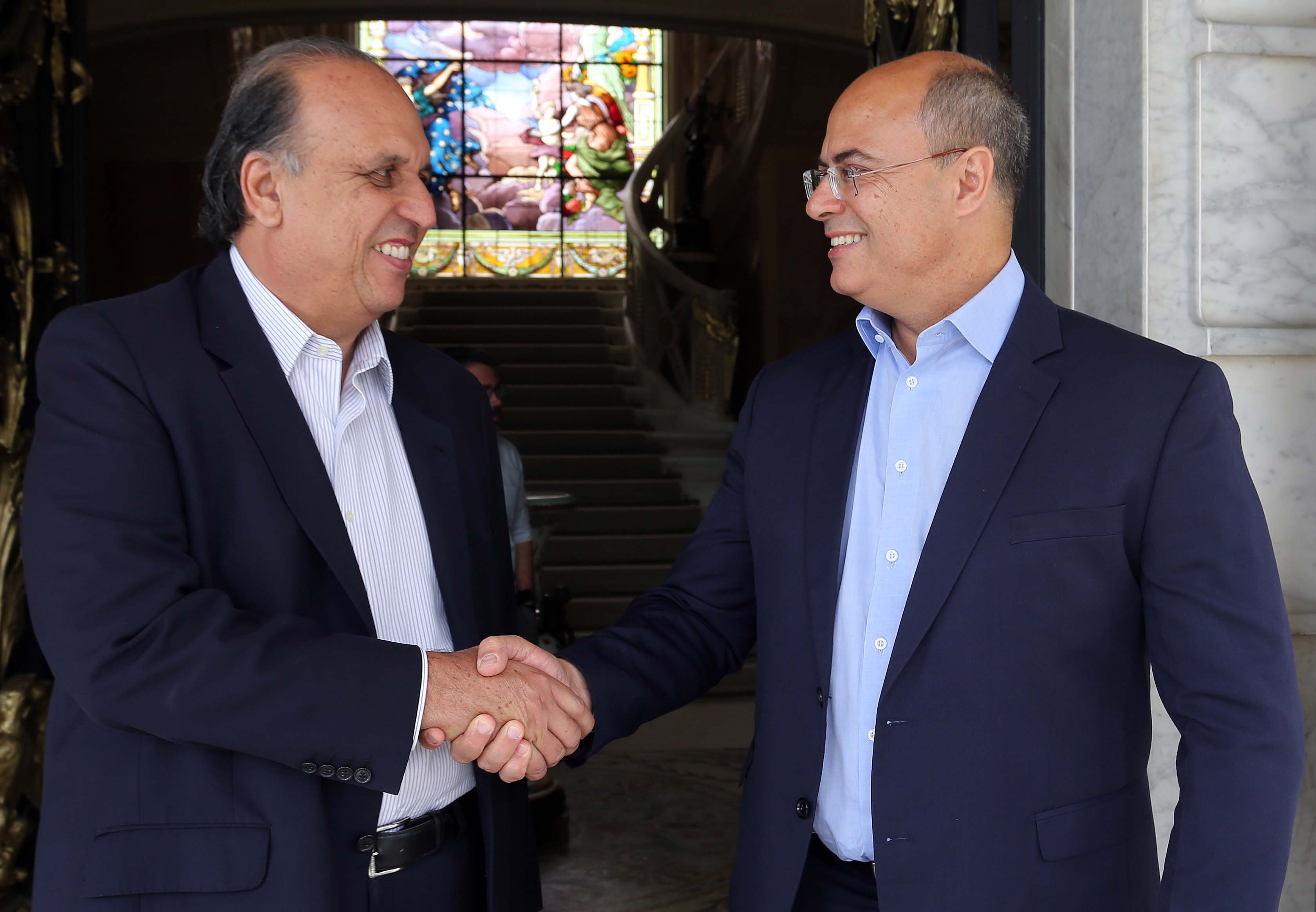
O então governador Pezão recebe o governador eleito Witzel para tratar de transição de governo.

No dia 7 de outubro de 2018, no primeiro turno das eleições gerais no Brasil, Wilson Witzel alcançou a marca de 41,28% dos votos válidos (3 154 771 votos) na eleição para governador, ficando em primeiro lugar; contra 19,56% votos válidos (1.494.831 votos) de Eduardo Paes, do DEM, ex-prefeito do Rio de Janeiro, com ambos indo para o segundo turno; sendo impulsionado pela busca da renovação na política, pela rejeição aos opositores e o apoio público de Flávio Bolsonaro, do filho do candidato à presidência do Brasil, Jair Bolsonaro, do Partido Social Liberal (PSL).
O resultado foi considerado uma surpresa, uma vez que nas primeiras pesquisas aparecia com 9 por cento dos votos. Segundo o cientista político e conselheiro do Movimento Voto Consciente, Humberto Dantas, "Witzel tem uma trajetória muito afeita ao tempo que vivemos. Faz o discurso do combate à corrupção, de limpar a política". À imprensa local, Witzel disse se considerar de centro-direita ideologicamente. Posteriormente, houve fontes que o classificaram como um político de extrema-direita.
No segundo turno das eleições, Witzel recebeu apoio do candidato do Partido Renovador Trabalhista Brasileiro (PRTB), André Monteiro; do Partido da República (PR), que tinha o deputado federal Marcelo Delaroli como vice na chapa de Romário (PODE); do Partido Social Democrático (PSD), partido do candidato derrotado Indio da Costa, que primeiro se manteve neutro dizendo não dar apoio a Witzel, mas poucos dias depois decidiu apoiá-lo; e do candidato Pedro Fernandes (PDT), contrariando a decisão de seu partido, que anunciou apoio a Eduardo Paes.
No dia 28 de outubro de 2018, no segundo turno das eleições, Wilson Witzel e Cláudio Castro alcançaram a marca de 4 675 355 votos (59,87% dos válidos), contra 3 134 400 votos (40,13% dos válidos) de Eduardo Paes. Assim, Witzel e Castro foram eleitos respectivamente os novos governador e vice-governador do estado do Rio de Janeiro, com mandato de 4 anos a partir de janeiro de 2019.

## Governo do Rio de Janeiro

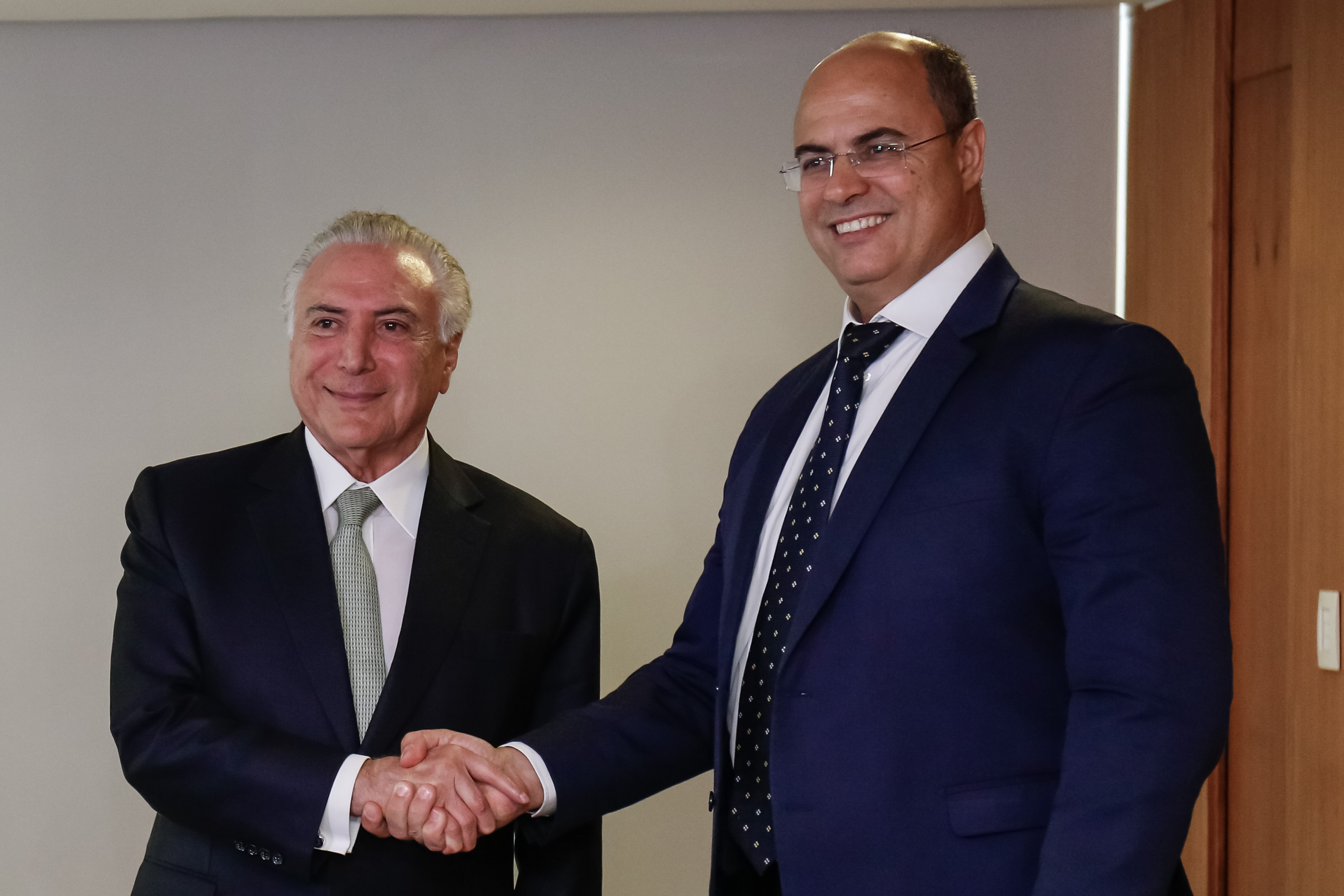
Presidente Michel Temer recebe o governador eleito do Rio de Janeiro.

Em 29 de outubro de 2018, o recém-eleito governador do Rio de Janeiro tinha como base governista de aliados mais de um terço dos deputados da Assembleia Legislativa do Estado do Rio de Janeiro (ALERJ). Contando com o apoio dos três parlamentares da sua coligação de campanha nas eleições do PSC e PROS; de 13 parlamentares do PSL, partido que declarou apoio à sua candidatura; e de outros partidos se juntaram a ele durante a corrida eleitoral. Além do apoio do prefeito Marcelo Crivella (PRB), cujo partido tem outros três deputados eleitos na Alerj. Na oposição, se destacam os partidos de esquerda, PSOL, PDT e PT, que somam oito parlamentares, e os do PSDB, com dois parlamentares, que também deve compor a bancada contrária ao governo.
Wilson Witzel tomou posse oficialmente como governador do estado do Rio de Janeiro na manhã do dia 1º de janeiro de 2019 no Palácio Tiradentes, sede da Assembleia Legislativa do Estado do Rio de Janeiro (Alerj). Entretanto, devido à posse de Jair Bolsonaro como presidente do Brasil no mesmo dia, a cerimônia foi adiada para o dia 2 de janeiro de 2019. Para a cerimônia, Witzel mandou confeccionar uma faixa governamental para lhe ser entregue pelo até então governador em exercício, Francisco Dornelles. A prática, contudo, não é oficial no estado do Rio, e até então não era tradição em cerimônias de posse de governador.

### Rompimento com Bolsonaro

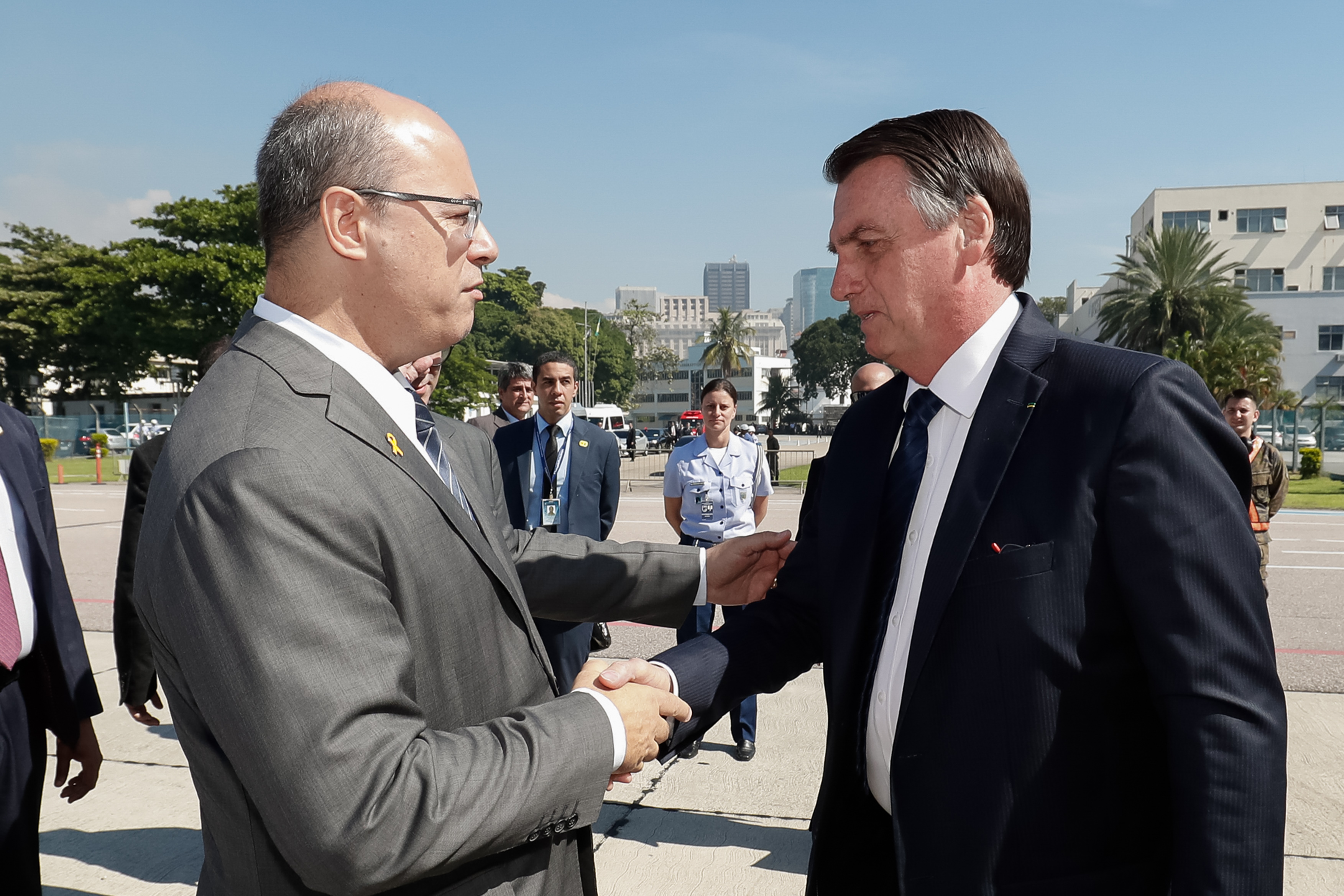
Governador Witzel com o presidente Jair Bolsonaro.

Visto por muitos como um aliado da família Bolsonaro em nível estadual, Witzel acabou rompendo com o presidente da República, Jair Bolsonaro. Esse processo teve início mais explícito no começo de 2019, quando Witzel anunciou suas intenções de se candidatar à Presidência da República em 2022. Nos bastidores, causou afastamento também o apoio indireto e informal do governador ao nome do deputado estadual André Ciciliano, do PT, ao cargo de presidente da ALERJ, o que causou um racha no então partido do presidente, o PSL.
Posteriormente, Witzel passou a criticar mais amplamente o presidente, rebatendo diretamente seus posicionamentos, ações e falas. Flávio Bolsonaro chegou a chamá-lo de ingrato após uma de suas declarações. O rompimento definitivo pareceu ocorrer em outubro, quando Jair Bolsonaro acusou Witzel de querer destruir a sua família por, supostamente, vazar para a Globo informações sobre a investigação da morte de Marielle Franco que o envolvia com o objetivo de se beneficiar na disputa à Presidência em 2022. Em resposta, Wilson Witzel exigiu desculpas e afirmou não ter acesso a investigação e ter recebido a declaração com tristeza.
 

Em maio de 2020, Witzel chegou a aparecer em um vídeo pedindo desculpas por ter apoiado a eleição de Jair Bolsonaro. 
"Aproveito, neste primeiro de maio, para pedir desculpas ao povo. Porque eu errei. Erramos. Escolhemos um presidente que é irresponsável, que não entendeu a responsabilidade do cargo que ocupa. Ele, hoje, só pensa nas eleições de 2022 e não exerce aquilo que esperávamos que ele exercesse, que é governar, fazer as reformas necessárias que o Brasil precisa", disse Witzel.

### Crise hídrica
No início do mês de janeiro de 2020, a água distribuída pela CEDAE na Região Metropolitana do Rio de Janeiro a partir da ETA Guandu, que capta água do rio de mesmo nome, começou a apresentar mau cheiro e turbidez fora do padrão sanitário para o consumo da água potável. A companhia hídrica afirmou que "não haveria nenhum risco à saúde", tratando-se apenas da substância geosmina. Mesmo assim, moradores abastecidos pela ETA Guandu sentiram diarreia e mal-estar após entrarem em contato com a água. Na ocasião, o presidente do Conselho Regional de Química, Rafael Almada, recomendou que, mesmo para tomar banho e para o consumo de animais, não houvesse o consumo, pois essa água não seria segura.

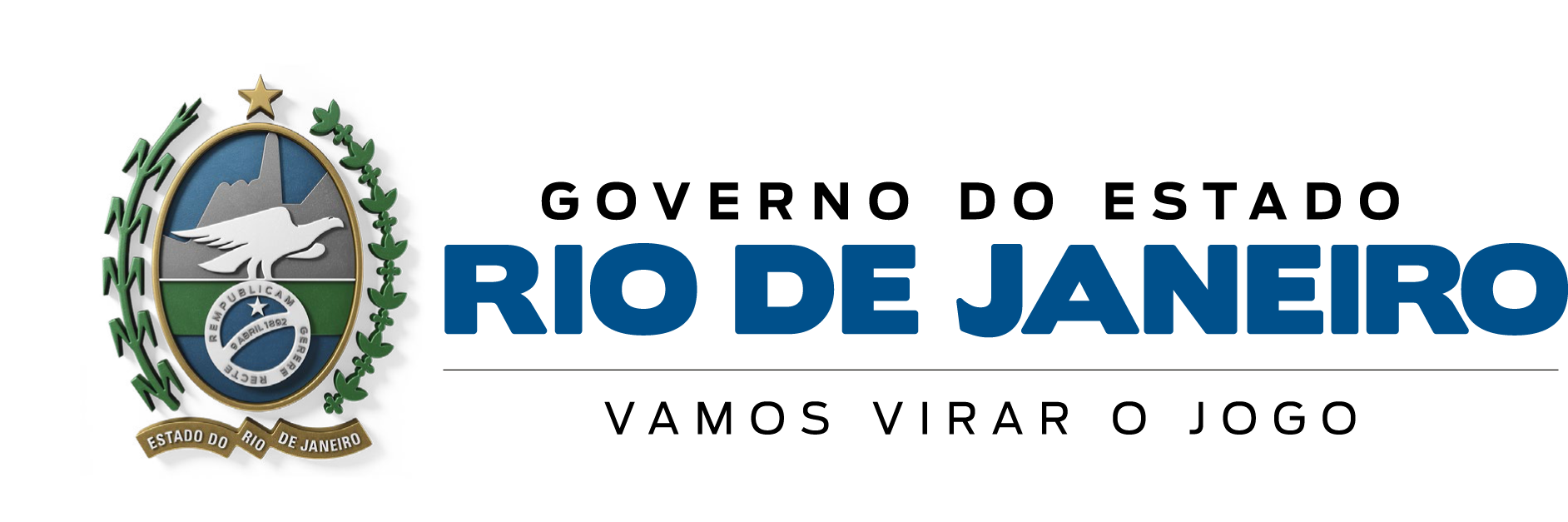
Logotipo do governo.

O governador Witzel, que estava de férias na Disney World quando do ocorrido, foi criticado por extrapolar o prazo estipulado por ele mesmo para solucionar o problema e ter demorado dez dias para se manifestar acerca disso, além de uma suposta inação para resolver o problema. O presidente da CEDAE, Hélio Cabral, acabou sendo demitido após a constatação de que a simples ativação do mecanismo "descarga" seria suficiente para evitar a crise. O Governador ainda sofreu outro revés, com uma indicação sua para a Agência Reguladora de Energia e Saneamento Básico (Agenersa), para um mandato de quatro anos, sendo rejeitada pelo Legislativo estadual por falta de conhecimentos técnicos, o primeiro caso desse tipo em quinze anos. Entre os críticos mais notórios dessa crise, esteve a cantora Anitta, afirmando que "[...] se fosse alguma coisa a ver com LGBT, com gay, livro de gay, estaria resolvido em um dia. [...] Agora a água do povo que se dane (sic)."
Certos estudos analisando a água do rio Guandu foram feitos pela Universidade Federal do Rio de Janeiro, afirmando que não era a geosmina a principal agente causadora do mau odor e da turbidez. Um deles nega o parecer do Governo, atestando que grupos de bactérias fecais e de efluentes industriais como o 2-Metilisoborneol (2-MIB) eram muito mais numerosos do que a geosmina e teriam sido os principais causadores de poluição. O biólogo Mário Moscatelli afirmou que seriam necessários R$ 1,4 bilhão para despoluir o curso d'água e seus afluentes. A CEDAE foi multada em R$ 100 mil.

### Pandemia de COVID-19 e suspeitas de irregularidades
Em meio a pandemia da COVID-19, várias suspeitas de corrupção emergiram contra diversos membros do Governo Witzel, incluindo secretários de estado. O próprio governador foi incluído num inquérito que apura desvios na compra de respiradores, entre superfaturamentos, entrega de menos de 15% dos respiradores vendidos a R$183,5 milhões de reais (53 de 400) e inadequação dos referidos ventiladores para manter pacientes em estágio crítico sobrevivendo, por parte da empresa ARC Fontoura, que teve seu proprietário, Maurício Monteiro da Fontoura, preso na Operação Mercadores do Caos.
Witzel havia imposto sigilo aos contratos emergenciais durante a pandemia. No entanto, segundo ele, tratou-se de um erro da Secretaria de Saúde e que abriria uma sindicância para apurar o caso. O ex-subsecretário de saúde, Gabriell Neves e o superintendente de Suprimentos, Logística e Patrimônio da mesma secretaria, Gustavo Borges, foram presos no âmbito da Operação Mercadores do Caos, do Ministério Público do Estado do Rio de Janeiro; Já a Operação Favorito prendeu um empresário que atuava junto à gestão Cabral e ao ex-deputado Paulo Melo, Mário Peixoto, bem como o ex-deputado Paulo Melo. Peixoto tinha vencido um contrato sem licitação de R$ 72 milhões. Apontado como tendo relação com a OS (organização social) IABAS, que teria cometido irregularidades na compra de respiradores, também seria ligado ao ex-secretário de estado de Desenvolvimento Econômico, Energia e Relações Internacionais, Lucas Tristão. Tristão era apontado como "homem-forte" e "governador em exercício" do governo, e foi demitido por pressão de parlamentares estaduais, principalmente por estar no foco de uma investigação do Ministério Público que apura desvios de dinheiro público na Saúde.
Em junho de 2020, ainda em meio à pandemia, Witzel perdeu seu segundo secretário estadual de saúde em pouco mais de um mês. A equipe do secretário Fernando Ferry, que pediu demissão em junho, afirmou que um dos motivos que o levaram a essa decisão foi uma pressão sofrida para continuar pagando contratos com problemas.

### Operação Placebo
No dia 26 de maio de 2020, a Polícia Federal deflagrou a Operação Placebo para investigar desvios de dinheiro público, autorizada pelo ministro do Superior Tribunal de Justiça (STJ), Benedito Gonçalves, com a investigação sendo conduzida pela Procuradoria-Geral da República (PGR). Um dos alvos da operação foi o Palácio Laranjeiras, residência oficial do Governador do Estado. A operação também fez busca e apreensão na sede da Secretaria de Saúde, no escritório de advocacia da primeira-dama fluminense, Helena Witzel e do ex-secretário de saúde e Secretário Extraordinário de Acompanhamento da Covid-19, Edmar Santos, além do escritório da OS IABAS. e surgiu como um desdobramento das operações Mercadores do Caos e Favorito, a partir de provas obtidas por escutas telefônicas autorizadas pela Justiça, de que Witzel, supostamente, teria algum conhecimento das negociatas no seio do Governo, e que sua esposa teria colaborado nisso.
Witzel se defendeu das acusações, dizendo estar sendo "perseguido", sofrendo "uma violência", e dizendo que "Flávio Bolsonaro deveria estar preso", ao afirmar que não acharam nada na casa do governador "além da tristeza de um homem e uma mulher" e alegando que haveria provas suficientes para uma possível prisão do Senador.

#### Supostos vazamentos
No dia anterior ao deflagramento da Operação Placebo, a deputada federal Carla Zambelli (PSL-SP) afirmou, em entrevista à Rádio Gaúcha, que haveria "alguns governadores sendo investigados pela Polícia Federal" e que haveria um "'Covidão'", referindo-se a operações futuras, mirando chefes do executivo de outros estados. Entidades como a FENAPEF e deputados, como Marcelo Freixo e Talíria Petrone (PSOL-RJ) e o próprio governador Witzel apontaram que Zambelli poderia mesmo estar tendo informação privilegiada das investigações. A parlamentar paulista é uma das mais próximas aliadas do Presidente Jair Bolsonaro, sobre o qual, no Inquérito 4831 no STF, são apuradas alegações de interferência na PF na denúncia feita pelo ex-ministro Sergio Moro. O Ministro do STJ, Benedito Gonçalves, ordenou investigações de supostos vazamentos da investigação. A deputada negou essas acusações, afirmando que não seria uma pessoa "burra" de falar sobre informações privilegiadas publicamente, e indagou se Bolsonaro estaria "interferindo no STJ."

### Impeachment
Atuando de forma polêmica, Wilson Witzel se tornou alvo de mais de 10 pedidos de impeachment na ALERJ ao ver sua base aliada na Assembleia Legislativa se esvaziar, o que fez com que ele se isolasse politicamente e contasse com apenas cinco parlamentares declaradamente governistas. A falta de apoio entre os deputados se deu, principalmente, após o seu secretário, Lucas Tristão, supostamente ter afirmado que o governo produziu dossiês contra todos os 70 deputados da casa, além do surgimento de outras denúncias de espionagem, sendo, por exemplo, encontrado um grampo em um gabinete de um legislador.
Com a deflagração da Operação Placebo, o processo de impeachment ganhou mais força dentro da Assembleia Legislativa. No dia 10 de junho de 2020, o presidente da casa, André Ceciliano (PT), resolveu submeter ao plenário para uma votação simbólica um pedido de impeachment feito pelos deputados estaduais Luiz Paulo e Lucinha, ambos do PSDB, que o denunciavam por irregularidades no enfrentamento da COVID-19. O processo foi aberto com 69 votos a favor e nenhum contra, contando com voto favorável dos parlamentares do próprio partido do governador. Em 30 de abril de 2021, por unanimidade, o Tribunal Misto aprovou o impeachment que o torna inelegível em um período de cinco anos.

### Secretários do Governador
Foram nomeados Secretários na posse pelo Governador Wilson Witzel: 
| Pasta                                        | Incumbente                            | Partido                                 |
| -------------------------------------------- | ------------------------------------- | --------------------------------------- |
| Governança                                   | José Luis Zamith                      | Independente                            |
| Agricultura, Pecuária, Pesca e Abastecimento | Eduardo Lopes                         | Republicanos                            |
| Educação                                     | Pedro Fernandes                       | Partido Social Cristão                  |
| Esporte, Lazer e Juventude                   | Felipe Bornier                        | Partido Republicano da Ordem Social     |
| Cultura e Economia Criativa                  | Ruan Lira                             | Independente                            |
| Infraestrutura e Obras                       | Horácio Guimarães                     | Independente                            |
| Transportes                                  | Robson Ramos                          | Independente                            |
| Cidades                                      | Juarez Fialho                         | Partido Social Cristão                  |
| Ciência e Tecnologia                         | Leonardo Rodrigues                    | Partido Social Liberal                  |
| Fazenda                                      | Luiz Claudio Rodrigues de Carvalho    | Independente                            |
| Saúde                                        | Edmar Santos                          | Independente                            |
| Desenvolvimento Social e Direitos Humanos    | Fabiana Bentes                        | Independente                            |
| Meio Ambiente e Sustentabilidade             | Ana Lucia Santoro                     | Independente                            |
| Desenvolvimento Econômico                    | Lucas Tristão                         | Independente                            |
| Polícia Civil                                | Delegado Marcus Vinícius Braga        | Independente                            |
| Polícia Militar                              | Coronel Rogério Figueiredo de Lacerda | Militar                                 |
| Defesa Civil                                 | Coronel Roberto Robadey Costa Junior  | Militar                                 |
| Turismo                                      | Otavio Leite                          | Partido da Social Democracia Brasileira |
| Administração Penitenciária                  | André Caffaro Andrade                 | Independente                            |
| Rio Previdência                              | Sérgio Aureliano                      | Independente                            |
| Estradas de Rodagem                          | Uruan Cintra de Andrade               | Independente                            |
| Detran                                       | Luiz Carlos das Neves                 | Independente                            |
| Controladoria-Geral                          | Bernardo Cunha Barbosa                | Independente                            |
| Procuradoria-Geral                           | Marcelo Lopes da Silva                | Independente                            |
| Procon                                       | Cássio Coelho                         | Independente                            |

### Afastamento temporário
Em 28 de agosto de 2020, Wilson Witzel foi temporariamente afastado do cargo de governador por cento e oitenta dias após determinação do Superior Tribunal de Justiça por suspeitas de corrupção e lavagem de dinheiro. Conforme denúncia da Procuradoria-geral da República, Witzel recebeu 274 milhões de reais de propina enquanto esteve no governo. O ex-juiz seria líder de uma organização criminosa que contava ainda com a participação da primeira-dama, Helena Witzel, o ex-secretário estadual de Desenvolvimento Econômico, Lucas Tristão, o ex-prefeito de Volta Redonda, Gothardo Lopes Netto, o presidente nacional do PSC, Pastor Everaldo, e os empresários Mário Peixoto e José Carlos de Melo.

## Controvérsias

### Placa de Marielle Franco
Em um polêmico vídeo, Wilson Witzel aparece ao lado dos deputados eleitos pelo PSL, Rodrigo Amorim e Daniel Silveira, em um de seus comícios de campanha para o segundo turno em Petrópolis. Em seu discurso, Rodrigo Amorim relativiza a morte da vereadora do PSOL, Marielle Franco, chama os manifestantes que protestaram por seu assassinato de vagabundos e aparece quebrando uma placa em sua homenagem, com um aparente apoio do político. Em nota, Witzel afirmou que lamenta a morte de qualquer ser humano em circunstâncias criminosas, que as investigações de homicídio devem ser conduzidas com rigor e que não falou sobre a placa e foi surpreendido por sua apresentação.
Posteriormente, já ocupando o cargo de governador, Witzel conversou com os pais da vereadora morta e, segundo Marinete Silva, mãe de Marielle, pediu desculpas para a família por participar do evento onde a placa foi quebrada, afirmando que não participou ativamente do ato e que não teria como responder pelos atos de seus companheiros de campanha.

### Violência policial e acusações de genocídio
Em vários momentos, Witzel deixou clara qual postura adotaria frente ás polícias do Rio de Janeiro. Após ser eleito, o governador afirmou, em entrevista, que defende orientar a polícia do estado a atirar em todo e qualquer potencial criminoso que esteja nas ruas da cidade portando um fuzil, mirando na "cabecinha". Questionado sobre casos em que foram  mortas pessoas que portavam furadeiras ou guarda-chuvas, confundidos com fuzis, Witzel afirmou que “quem atirou é um incompetente” e que vai preparar os agentes para agir em situações como essas.
Em seus primeiros meses de mandato, Witzel afirmou que snipers estavam atuando no estado de forma sigilosa e que não sabia quantas pessoas tinham sido mortas por snipers desde quando assumiu a cadeira, o que fez com que a oposição na ALERJ e o Grupo de Atuação Especializada em Segurança Pública (Gaesp), do Ministério Público do Rio de Janeiro, pedisse explicações às autoridades fluminense sobre as atuações dos atiradores de elite.
Em maio de 2019, Wilson Witzel participou de uma ação com os agentes da Coordenadoria de Recursos Especiais, da Polícia Civil, em uma área de comunidades de Angra dos Reis. O governador postou um vídeo em um helicóptero ao lado de, entre outras autoridades, o prefeito da cidade, Fernando Jordão (MDB). Um dos alvos da operação, uma tenda que levou uma rajada de tiros, foi posteriormente revelada como sendo um ponto de apoio de peregrinação de evangélicos que se encontrava vazio no momento da operação.
Após a ação, a Comissão de Direitos Humanos da ALERJ e a deputada federal Talíria Petrone (PSOL) denunciaram o governador à Organização das Nações Unidas e à  Organização dos Estados Americanos por promover uma “agenda genocida” no estado. Nos pedidos, foi solicitado que as organizações recomendassem a redução da letalidade ao Estado Brasileiro e afirmou-se que o Rio de Janeiro vive o seu pior momento em relação às mortes por intervenção policial que conta com a legitimação de Witzel. Em nota, o Governo do Estado do Rio disse que não recebeu nenhuma notificação da OEA e afirma que sua política de segurança é baseada em inteligência, investigação e aparelhamento das polícias Civil e Militar.
Em setembro de 2019, Wilson Witzel assinou um decreto acabando com incentivo à redução de mortes provocadas por policiais que previa bônus nos salários dos que conseguissem reduzir indicadores de criminalidade do Estado, entre eles, a letalidade violenta. A mudança resultou em uma nova denúncia contra o governador na ONU, feita pela ONG Justiça Global, que afirmou que Witzel contrariou as recomendações do Conselho de Direitos Humanos da ONU e desrespeitou uma sentença da Corte Interamericana de Direitos Humanos em que o Estado Brasileiro foi considerado culpado no caso da chacina de Nova Brasília e obrigado a adotar medidas para que o Estado do Rio de Janeiro estabeleça metas e políticas de redução da letalidade e da violência policial.
No final de 2019, causou repercussão nacional o aumento de mortes de jovens em operações policiais no estado, incluindo atletas, crianças, militares e estudantes. No total, em seu primeiro ano de governo, houve o maior número de mortes cometidas por policiais na história do Rio de Janeiro, com 1810 mortes. Também se destacou a realização da operação policial mais letal da década, em Santa Teresa, que deixou 13 mortos, sendo denunciada pela Defensoria Pública por indícios de execução.
Em 2020, após a morte de um jovem durante uma operação da Unidade de Polícia Pacificadora do Morro da Providência em meio a uma ação de distribuição de cestas básicas, Wilson Witzel solicitou, depois de reuniões com entidades e parlamentares, que as polícias se comunicassem com líderes comunitários de forma a evitar fazer operações quando as comunidades estivessem com algum tipo de ação social acontecendo. Após o ocorrido, em resposta a uma ação feita pelo PSB, o ministro do STF, Edson Fachin, proibiu de forma liminar a realização de operações policias em comunidades do estado durante a pandemia da COVID-19, autorizando-as apenas em hipóteses excepcionais com justificativa por escrito enviada ao Ministério Público.

### Rejeição de contas
Em 2020, o Tribunal de Contas Estadual rejeitou por unanimidade as contas do primeiro ano o governo Witzel, sendo encontradas 7 irregularidades e apontadas 39 impropriedades. As principais irregularidades estão no não cumprimento do investimento mínimo obrigatório nas áreas de saúde e educação e na não destinação de recursos para essas áreas provenientes de parcela da participação no resultado ou da compensação financeira pela exploração de petróleo e gás natural. Além disso, foram encontradas outras irregularidades na destinação de receitas para fundos e na utilização de recursos do Fundo Estadual de Investimento e Ações de Segurança Pública e Desenvolvimento Social para pagamentos de despesas com pessoal.
Em resposta, Witzel afirmou que o fato de ter derrubado quatro de 11 irregularidades apontadas pelo corpo técnico do TCE foi uma vitória e que os problemas relatados pelo tribunal são estruturais das contas do Estado do Rio de Janeiro.

## Desempenho em eleições
| Ano  | Eleição                     | Partido | Cargo      | Votos     | %                | Resultado | Ref   |
| ---- | --------------------------- | ------- | ---------- | --------- | ---------------- | --------- | ----- |
| 2018 | Estaduais no Rio de Janeiro | PSC     | Governador | 3 154 771 | 41,28 (1º Turno) | Eleito    | [ 8 ] |
| 2018 | Estaduais no Rio de Janeiro | PSC     | Governador | 4 675 355 | 59,87(2º Turno)  |           | [ 8 ] |